# Dos hogares
Dos Hogares (no Brasil: Vida Dupla) é uma telenovela mexicana produzida pela Televisa e exibida pelo canal Las Estrellas entre 27 de junho de 2011 a 20 de janeiro de 2012 em 151 Capítulos, substituindo Triunfo del Amor e sendo substituída por Abismo de Pasión.
Produzida e escrita por Emilio Larrosa, conta com a colaboração de Ricardo Barona e Saúl Pérez Santana e direção de Gerardo Gómez, Luis Monroy, Víctor Manuel Fouilloux e Armando Quiñones.
A trama teve Anahí, Carlos Ponce, Sergio Goyri, Alfredo Adame, Laura León, Jorge Ortiz de Pinedo e Olivia Collins nos papeis principais.

## Sinopse
O que acontece quando o destino muda a vida de uma mulher, diante da decisão mais difícil de tomar? Quando a vida te sorri e depois joga com seus sentimentos, estará vivendo em "Dois Lares".
Depois de superar diversos obstáculos para ficarem juntos, Angélica (Anahí) e Santiago (Carlos Ponce) se casaram e estavam dispostos a viver uma vida longa e feliz juntos, para a decepção de Patricia (Olivia Collins), a mãe de Santiago, que não estava de acordo com o casamento.
A felicidade de Angélica e Santiago não dura muito tempo, já que ele sofre um terrível acidente e desaparece. Acreditando que seu marido morreu, Angélica está focada na reconstrução de sua vida com a ajuda de sua família e Ricardo (Sergio Goyri), um homem bom e mais velho. Com a aproximação de Angélica e Ricardo, Angélica percebe que está sentindo algo por Ricardo e começa a se afastar dele para não criar mais problemas com Patricia, sua sogra e noiva de Ricardo. Mas Ricardo não ama Patricia, e ao ver que está apaixonado por Angélica, decide acabar o noivado e lutar pelo amor dela. Ele consegue, Angélica se apaixona de vez por ele e os dois finalmente se casam.
Pouco tempo depois, Angélica faz uma descoberta que mudará sua vida para sempre: Santiago na verdade está vivo e perambulando pelas ruas, uma vez que sofre de amnésia. Decidida a manter o reaparecimento de Santiago em segredo até que ele possa se recuperar, Angélica começa a levar uma vida dupla, por um lado ajudando na recuperação de Santiago e por outro mantendo a paz de sua casa com Ricardo. Angélica começa a mentir por dois sem limites, Santiago começa a desconfiar da sua ausência e Ricardo começa a estranhar o comportamento da esposa. Ela está apaixonada por dois homens, ambos com suas qualidades e seus defeitos. O que Angélica fará a partir do momento que se encontrar dividida entre Dois Lares?

## Produção
Em dezembro de 2010, foi divulgado que o produtor Emilio Larrosa estrearia sua nova telenovela em horário nobre, que substituiria Triunfo del Amor, na época, sem título definido. As filmagens da telenovela tiveram início em abril de 2011 e os primeiros capítulos foram gravados na Cidade do México e em Dallas, Estados Unidos.

### Escolha do elenco
Jaime Camil, Aracely Arámbula e Saúl Lisazo estavam cogitados para os papeis principais da trama. Camil confirmou que não participaria da novela, pois seus projetos no teatro e no cinema não batiam com os horários de gravações. Jorge Salinas esteve na lista dos possíveis protagonistas de Larrosa para substituir Camil, mas já estava escalado em outra produção da Televisa, na telenovela La Que No Podía Amar.
O ator Guy Ecker também foi cogitado para protagonizar, mas devido a suas exigências, Larrosa achou melhor descartá-lo. Segundo publicação, Guy pediu uma casa luxuosa, um salário altíssimo e um carro blindado para seu transporte no México. Larrosa informou que o protagonista seria um ator de Hollywood, sem nome ainda revelado. Inicialmente, Arturo Peniche interpretaria o personagem Ricardo, mas foi substituído por Sergio Goyri.
Após uma pesquisa de grupo, Arámbula foi retirada do projeto. Estiveram cotadas Anahí, Ana María Orozco, Carolina Siachoque e Sonya Smith para o papel principal. Depois de prolongadas negociações, foi confirmado que a atriz e cantora mexicana Anahí seria a protagonista da trama, ao lado do ator porto-riquenho Carlos Ponce e do ator mexicano Sergio Goyri.
| “ | Tenho a historia que é para ela, porque vai fazer-lá crescer como atriz, é uma personagem muito diferente da Anahí, e realmente preciso de uma ótima atriz para fazer esse papel. | ” |

Alejandro Camacho interpretaria o antagonista da trama, Cristóbal,  mas foi substituído pelo ator Jorge Ortiz de Pinedo. Após 6 anos longe das novelas mexicanas, a trama de Larrosa marcou a volta da atriz mexicana Olivia Collins como a antagonista principal da trama.

## Elenco
| Intérprete                  | Personagem                               |
| --------------------------- | ---------------------------------------- |
| Anahí                       | Angélica Estrada Mejía                   |
| Carlos Ponce                | Santiago Ballesteros Ortíz               |
| Sergio Goyri                | Ricardo Valtierra Correa                 |
| Olivia Collins              | Patricia Ortiz Monasterio de Ballesteros |
| Claudia Álvarez             | Adela Arizmendi                          |
| Laura León                  | Refugio Urbina de Lagos                  |
| Alfredo Adame               | Armando Garza Zamudio                    |
| Malillany Marín             | Jennifer Garza Larrazábal                |
| Joana Benedek               | Yolanda Rivapalacio                      |
| Silvia Manríquez            | Amparo Mejía de Estrada                  |
| Jorge Ortiz de Pinedo       | Cristóbal Lagos / Chris Lakes            |
| Víctor Noriega              | Darío Colmenares                         |
| Maya Mishalska              | Pamela Ramos                             |
| Gabriela Goldsmith          | Verónica Larrazábal de Garza             |
| Abraham Ramos               | Claudio Ballestros Ortíz Monasterio      |
| Jose Carlos Femat           | Jorge Estrada Mejía                      |
| Carlos Bonavides            | Eleazar Pérez                            |
| Elizabeth Valdez            | Beatriz Noriega                          |
| José Luis Cordero "Pocholo" | Mario                                    |
| Marisol Santacruz           | Mara Acevedo Sandoval                    |
| Miguel Palmer               | Hernán Colmenares                        |
| Lalo "El Mimo"              | Gaspar Rincón                            |
| Raul Buenfil                | Octávio Noriega                          |
| Ana Bekoa                   | Dayana Díaz                              |
| Pablo Magallanes            | Oscar Lagos                              |
| Felipe Nájera               | Guillermo                                |
| Mariana Echeverría          | Bruna                                    |
| Erika García                | Flor Lopez                               |
| Mauricio García-Muela       | Mauricio Pérez                           |
| Maribel Fernández           | Enriqueta "Queta" Pérez                  |
| Gaby Carrillo               | Cristina Lagos                           |
| Arturo Vasquéz              | Julián Martínez                          |
| Marcus Ornellas             | Javier Ortega                            |
| Rogelio Guerra              | Rodrigo Valtierra                        |
| Hugo Aceves                 | Luis Miguel "El Ojos Verdes" Sánchez     |
| Roberto Tello               | Rodolfo de la Colina                     |
| José Luis Cordero "Pocholo" | Mario                                    |
| Rudy Casanova               | Don Fidel                                |
| Mundo Siller                | "El Jagger"                              |
| Marco Uriel                 | Baldomero Lagos                          |
| Esteban Franco              | Artemio "El Lagarto"                     |
| Yolanda Ciani               | Martha                                   |
| Archie Lafranco             | Servando Uriostegui                      |
| Dobrina Cristeva            | Sofía                                    |
| Emma Escalante              | Karina                                   |
| Eduardo de Guise            | Pedro                                    |
| Frances Ondiviela           | Diana                                    |
| Javier Herranz              | Leopoldo Garcia                          |
| Manuel Landeta              | Ernesto                                  |
| Diana Golden                | Paola Diaz                               |
| Marco Muñoz                 | Esteban                                  |
| Theo Tapia                  | Enrique Arismendi                        |
| Alberto Estrella            | Damian                                   |

## Exibição

### No Brasil
Foi exibida pela canal pago TLN Network sob o título de Vida Dupla de 4 de abril a 28 de outubro de 2022, substituindo Carinha de Anjo e sendo substituída por Garotas Bonitas.
Ficou disponível na íntegra e com áudio dublado em português no novo catálogo de streaming VOD Novelas na Guigo TV, de novembro de 2020 a abril de 2022.

## Recepção

### Repercussão
O colunista Álvaro Cueva do site mexicano "Milenio" criticou negativamente a novela. Segundo Cueva, Dos Hogares não é uma novela, é uma "história de café". O primeiro capítulo não destacou o tema principal da trama e os personagens principais é uma boa parte de suas situações foram surpreendentemente mal planejadas. Para Cueva, a trama não é ruim, tem um excelente elenco, Anahí está em seu melhor momento com mulher. Se Larrosa tivesse feito em Dos Hogares, o que fez em Hasta Que el Dinero nos Separe, a trama seria muito melhor.
O site "Novela Lounge" criticou positivamente a personagem Angélica Estrada. A personagem não é uma protagonista "certinha", que tem que ser um exemplo a seguir. Pois vemos os erros de Angélica e para não cometermos os mesmo erros em nossas vidas, tomarmos as decisões certas e não ficarmos "divididos".
"Muitos dizem que Angélica é muito mal, que tem que tomar logo uma decisão. Faz parte da história. Obviamente está confusa, obviamente tomará uma decisão, mas antes ela "desfrutará" do amor dos dois, não? Ou seja, se os problemas se resolvessem de um dia pro outro, não haveria historia, não haveria o que contar." — Concluiu o colunista do site.

### Audiência
A trama estreou com 23.6 pontos. O índice é considerado baixo, pois o horário estava em baixa. Porém a audiência foi caindo ainda mais ao longo do tempo, tanto que em 15 de setembro de 2011, a trama registrou apenas 13 pontos. Apenas no último capítulo ela registrou recorde de audiência, com 25.3 pontos. Durante toda sua exibição, teve média de 19.5 pontos.

### Prêmios e indicações
| Ano  | Prêmio                    | Categoria                    | Indicado                                           | Resultado |
| ---- | ------------------------- | ---------------------------- | -------------------------------------------------- | --------- |
| 2011 | Califa de Oro             | Melhor Telenovela do Ano     | Emilio Larrosa                                     | Venceu    |
| 2012 | Prêmio TVyNovelas         | Mejor Telenovela             | Emilio Larrosa                                     | Indicado  |
| 2012 | Prêmio TVyNovelas         | Melhor Atriz Protagonista    | Anahí                                              | Indicada  |
| 2012 | Prêmio TVyNovelas         | Melhor Ator Protagonista     | Sergio Goyri                                       | Indicado  |
| 2012 | Prêmio TVyNovelas         | Melhor Ator Antagonista      | Jorge Ortiz de Pinedo                              | Indicado  |
| 2012 | Prêmio TVyNovelas         | Melhor Atriz Antagonista     | Olivia Collins                                     | Indicada  |
| 2012 | Prêmio TVyNovelas         | Melhor Atriz Juvenil         | Claudia Álvarez                                    | Indicada  |
| 2012 | Prêmio TVyNovelas         | Melhor Tema Musical          | "Rendirme En Tu Amor" (Anahí & Carlos Ponce)       | Indicados |
| 2012 | Prêmio TVyNovelas         | Melhor história ou Adaptação | Emilio Larrosa, Ricardo Barona, Saúl Pérez Santana | Indicados |
| 2012 | Premios Juventud          | ¡Está Buenísimo!             | Carlos Ponce                                       | Indicado  |
| 2012 | Premios Juventud          | Chica Que Me Quita el Sueño  | Anahí                                              | Indicada  |
| 2012 | Premios Juventud          | Mejor Tema Novelero          | "Dividida", por Anahí                              | Indicada  |
| 2012 | Kids Choice Awards México | Actriz Favorita              | Anahí                                              | Indicada  |

## Trilha Sonora
- "Dividida" – Anahi
- "Rendirme En Tu Amor" – Anahi e Carlos Ponce
- "Dos Hogares" – Laura León
- "Estar Contigo" – Alex Ubago
- "Como Puede Ser Posible" – Carlos Ponce